# Radio Flyer
Radio Flyer és una pel·lícula estatunidenca del 1992 dirigida per Richard Donner.

## Argument
Dos nens d'11 i de 8 anys viuen en una difícil situació: són agredits per llur padrastre alcohòlic. Per tal d'evadir-se, creen un món fantàstic, on llur somni és poder volar, per això decideixen construir un avió de debò.

## Repartiment
- Elijah Wood: Mike
- Joseph Mazzello: Bobby
- Tom Hanks: Older Mike / narrador (no surt als crèdits)
- Lorraine Bracco: Mary
- John Heard: Jim Daugherty
- Adam Baldwin: Jack "The King"
- Ben Johnson: Geronimo Bill
- Garette Ratliff: Chad
- Thomas Ian Nicholas: Ferdie